# Kanton Castelmoron-sur-Lot
Der Kanton Castelmoron-sur-Lot war von 1790 bis 2015 ein französischer Kanton im Arrondissement Marmande, im Département Lot-et-Garonne und in der früheren Region Aquitanien.

## Geschichte
Der Kanton wurde am 4. März 1790 im Zuge der Einrichtung der Départements als Teil des damaligen "Distrikts Tonneins" gegründet. Mit der Gründung der Arrondissements am 17. Februar 1800 wurde der Kanton als Teil des damaligen Arrondissements Marmande neu zugeschnitten.
Siehe auch: Geschichte des Departements Lot-et-Garonne und Geschichte des Arrondissements Marmande.

## Gemeinden
| Gemeinde                | Einwohner Jahr | Fläche km² | Bevölkerungsdichte | Code INSEE | Postleitzahl |
| ----------------------- | -------------- | ---------- | ------------------ | ---------- | ------------ |
| Brugnac                 | 188 (2013)     | –          | – Einw./km²        | 47042      | 47260        |
| Castelmoron-sur-Lot     | 1709 (2013)    | –          | – Einw./km²        | 47054      | 47260        |
| Coulx                   | 250 (2013)     | –          | – Einw./km²        | 47071      | 47260        |
| Grateloup-Saint-Gayrand | 444 (2013)     | –          | – Einw./km²        | 47112      | 47400        |
| Labretonie              | 178 (2013)     | –          | – Einw./km²        | 47122      | 47350        |
| Laparade                | 427 (2013)     | –          | – Einw./km²        | 47135      | 47260        |
| Verteuil-d’Agenais      | 583 (2013)     | –          | – Einw./km²        | 47317      | 47260        |